# الکسی استروبینسکی
الکسی الکساندرویچ استاروبینسکی (روسی: Алексе́й Алекса́ндрович Староби́нский؛ متولد ۱۹ آوریل ۱۹۴۸) اخترفیزیکدان و کیهان‌شناس شوروی سابق و روسیه کنونی است.
او جایزه کاولی را در اخترفیزیک «برای پیشگامی‌اش در پبشبرد نظریه تورم کیهانی»، به همراه آلن گوت و آندری لیند در سال ۲۰۱۴ دریافت کرد.

## زندگی‌نامه
استاروبینسکی به عنوان دانشجوی یاکوف زلدوویچ در دانشگاه ایالتی مسکو کارشناسی فیزیک خود را در سال ۱۹۷۲ به پایان رساند.
او در سال ۱۹۷۵ موفق شد که مدرک دکترای خود را از موسسه فیزیک نظری لانداو آکادمی علوم روسیه اخذ کند، جایی که تا به امروز به عنوان دانشمند ارشد مشغول به کار می‌باشد.
وی بین سال های ۱۹۹۰ تا ۱۹۹۷، ریاست گروه گرانش و کیهان‌شناسی را عهده دار شد و از سال ۱۹۹۹ تا ۲۰۰۳ به معاونت اجرایی مؤسسه فیزیک نظری لانداو انتخاب گردید.
استاروبینسکی عضو آکادمی علوم روسیه است.
در دهه ۱۹۷۰ استاروبینسکی، بر روی نظریه تابش هاوکینگ و به طور خاص نظریه پیدایش ذرات در جهان و همچنین تابش سیاهچاله‌های چرخان (۱۹۷۳/۷۴) کار کرد. او در سال ۱۹۷۹ به تورم کیهانی پرداخت و پیشگام این نظریه در روسیه بود. در این تئوری فرض می‌شود که اندازه جهان چهار برابر سریعتر از سرعت نور در حال بزرگ شدن است.
استاروبینسکی روی تورم استاروبینسکی کار می‌کرد که تعمیم و گسترشی از نسبیت عام است که سعی در توضیح تورم جهان دارد. لازم به ذکر است که در جامعه فیزیک آمریکا و اروپای غربی، آلن گوت در همان دوره زمانی به عنوان پیشگام این تئوری شناخته می‌شود.
استاروبینسکی در سال ۱۹۹۱ به عنوان دانشمند مهمان در مدرسه عالی نرمال، و در سال ۲۰۰۶ در انستیتو هنری پوانکاره
؛ در سالهای 1994 و 2007 در انستیتوی فیزیک ذرات یوکاوا از دانشگاه کیوتو
مشغول به پژوهش بوده است.
در سال ۲۰۱۰ وی به عنوان عضو آکادمی علوم آلمان لئوپولدینا انتخاب شد. در سال ۱۹۹۶، او جایزه فریدمن را از آکادمی علوم روسیه دریافت کرد.
از سال ۱۹۹۱، او یکی از سردبیران نامه‌های مجله معتبر روسی «مقاله‌نامه فیزیک آزمایشگاهی و نظری» (JETP) است. همچنین وی از سال ۱۹۹۲ سردبیر همکار مجله بین‌المللی فیزیک مدرن D؛ از سال ۱۹۹۳ تا ۱۹۹۶، سردبیر همکار مجله کلاسیک و گرانش کوانتومی؛ و از سال ۱۹۸۹ تا ۱۹۹۷ سردبیر همکار مجله نسبیت عام و گرانش بوده است.

## افتخارات و جوایز
در سال ۲۰۰۹ استاروبینسکی و ویاچسلاو موخانوف برنده جایزه Tomalla برای کمک‌های خود به پیشبرد نظریه تورم کیهانی و به‌طور خاص برای محاسبه تابش گرانشی تولید شده در فاز تورم جهان شدند.
وی در سال ۲۰۱۰ مدال کلین، در سال ۲۰۱۰ مدال آمالدی و در سال ۲۰۱۳ جایزه گروبر در کیهان‌شناسی را نیز دریافت کردند.
در سال ۲۰۱۴ استاروبینسکی به همراه آلن گوت از انستیتوی فناوری ماساچوست و آندری لیند از دانشگاه استنفورد، دریافت کنندهٔ جایزه کاولی شدند که توسط آکادمی علوم و نامه‌های نروژ اعطا می‌شود.
وی در سال ۲۰۱۹ به همراه ویاتچسلاو موخانوف و رشید سونیایف، مدال دیراک (ICTP) را دریافت کردند.